# Пам'ятник героям гетто (Варшава)

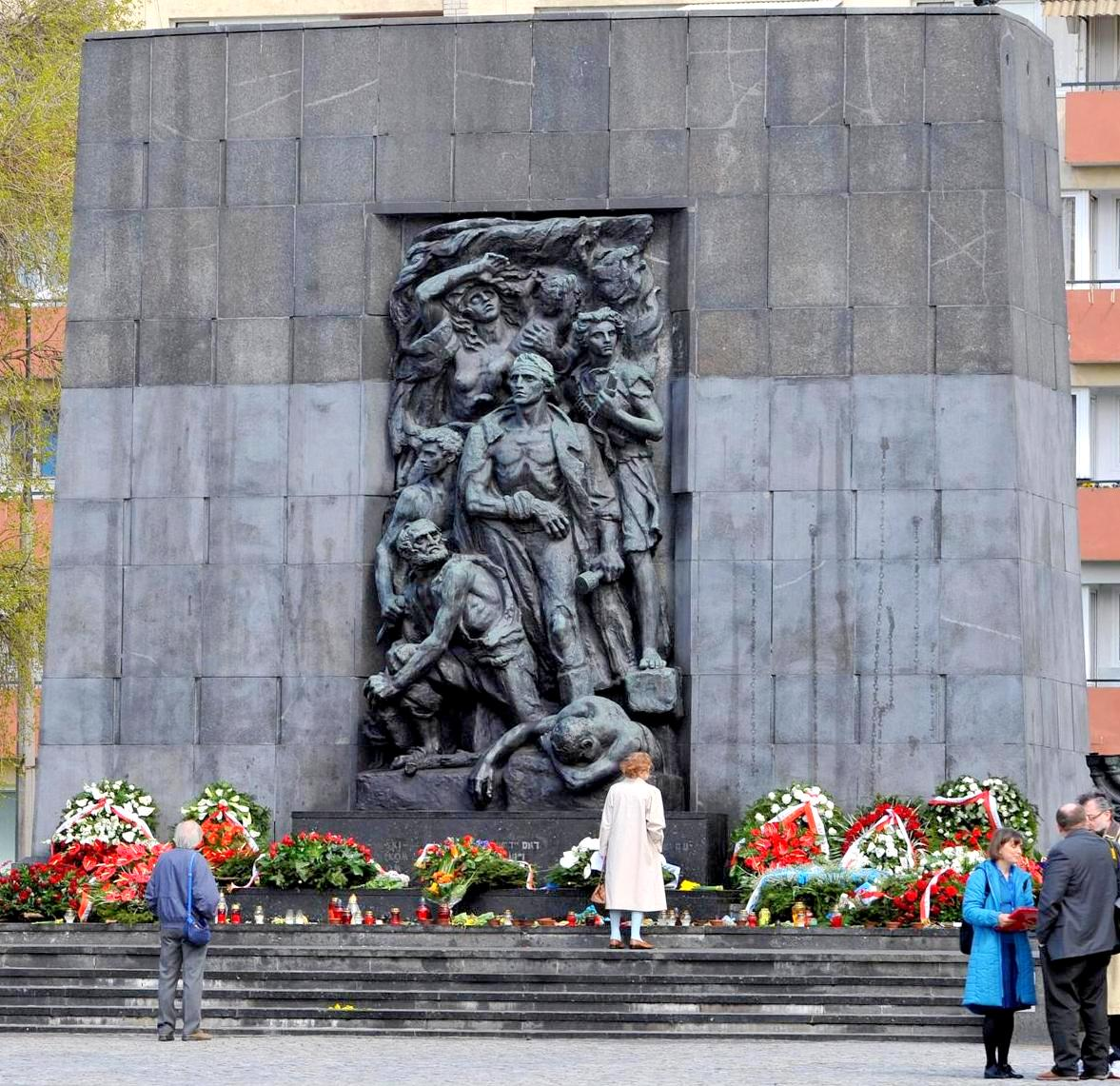
Пам'ятник героям гетто у Варшаві

Пам'ятник героям гетто у Варшаві — меморіал, присвячений героям Варшавського гетто, що знаходиться на місці першого військового зіткнення єврейських ополченців із німецько-фашистськими військами в ході повстання у Варшавському гетто в 1943 році. Це сталося на площі між вулицями Анелевича, Кармеліцькою, Левартовского і Заменгофа. На даний час це місце називається Площа Героїв гетто.

## Історія

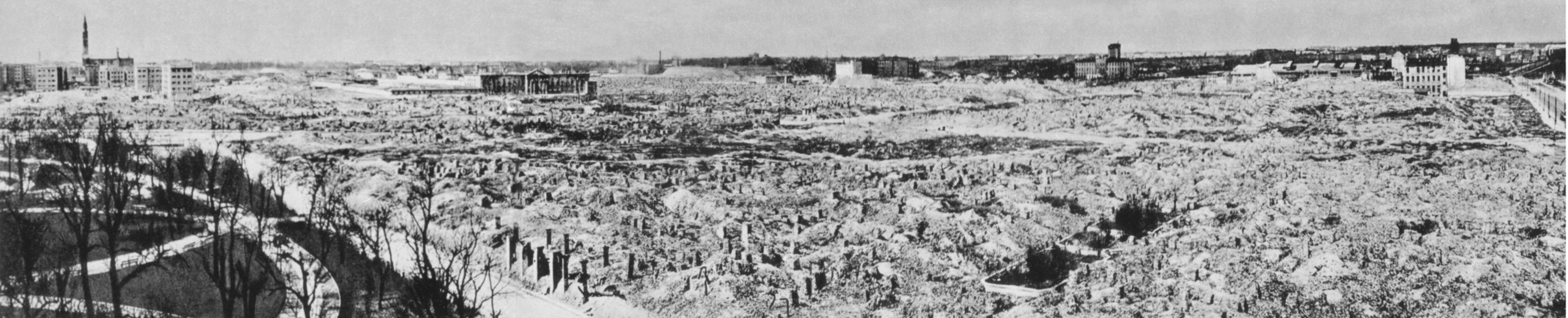
Знищене німецькими військами гетто Варшави. Фото 1945 року

На тому місці, де нині знаходиться площа, до окупації Польщі розташовувалися будівлі казарм кінної артилерії, побудовані в 1784-1788 роках. Перед Другою світовою війною там розміщувалася військова в'язниця. Під час війни в цих будинках знаходився так званий юденрат Варшавського гетто.

### Малий (перший) пам'ятник, 1946 рік
З рішенням про спорудження пам'ятника виступив Центральний комітет польських євреїв, а потім і штаб-квартира руху в Любліні. 16 квітня 1946 року комісією був відкритий перший пам'ятник.
Він був табличкою у вигляді кола, на якій була вирізана пальмова гілка (символ мучеництва) і на івриті написана буква «B» (Берейшіс). Крім того, написана фраза польською мовою, на івриті та на їдиш: «Тим, хто поліг під час нечуваної героїчної боротьби за Гідність і Свободу єврейського народу, за Вільну Польщу, за звільнення людини — Польські Євреї». Композиція оточена кам'яним парапетом, виготовленим з червоного пісковика. Колір каменю символізує кров, пролиту в боях.

### Великий (другий) пам'ятник

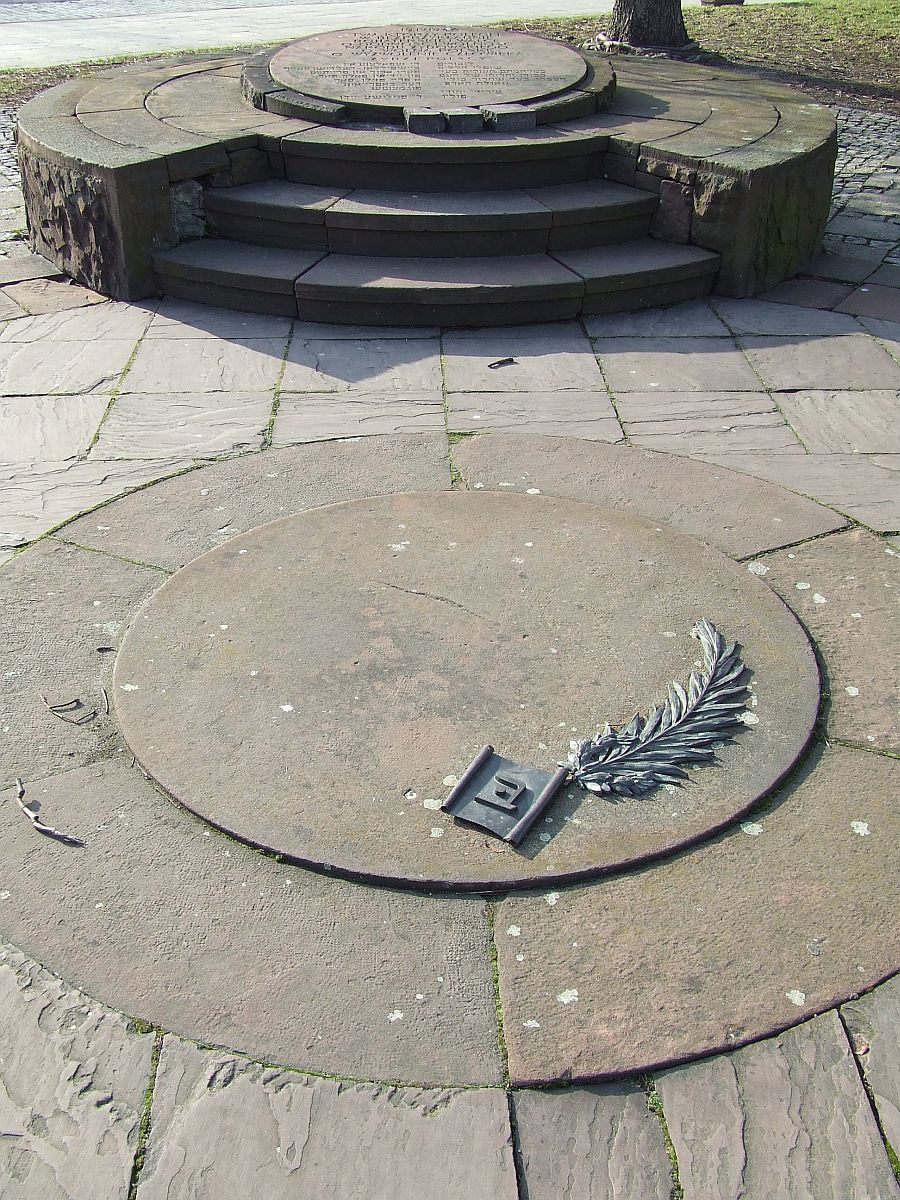
Фрагмент першого пам'ятника1946 року

У липні 1946 року розпочалося створення другого пам'ятника. Здійснення проєкту було доручено скульптору Натану Рапапорту. Будівельні роботи почалися в 1947 році, їх виконувала будівельна компанія на чолі з Маріаном Пліщинським. Сам пам'ятник було вилито в Парижі.
Відкриття відбулося 19 квітня 1948 року в ході пам'ятних заходів, присвячених п'ятій річниці повстання у Варшавському гетто. Пам'ятник був побудований на гроші, що надійшли у вигляді внесків, зібраних єврейськими організаціями.
Пам'ятник являє собою композицію висотою 11 метрів, розташовану в східній частині площі. Це кам'яний паралелепіпед, на якому розташований барельєф на постаменті і встановлені стилізовані менори. Із західного боку композиції знаходиться група бронзових скульптур чоловіків, жінок і дітей під назвою «Боротьба», що символізує героїчних повстанців. Фігури тримають пляшки з бензином, пістолети і гранати. Кам'яний барельєф зі східного боку композиції відображає страждання і муки жінок, безневинних дітей і людей похилого віку. Він має назву «Хід до знищення». На цій частині пам'ятника, в правому верхньому куті, видно характерні німецькі каски (Stahlhelm M1940); вони символізують солдат, які вчинили злочини проти євреїв.
Кам'яні плити біля пам'ятника прикрашають дві бронзові менори. На пам'ятнику також є напис польською мовою, на їдиші та на івриті: «Єврейський народ своїм борцям і мученикам».
Пам'ятник декорований плитами грубо шліфованого лабрадора, доставленого зі шведських кар'єрів в Hunnebostrand. Камінь був замовлений в 1942 році Альбертом Шпеером, міністром економіки Третього рейху, для будівництва майбутніх пам'ятників Адольфу Гітлеру.